# Protocolo n.º 5 a la Convención Europea de Derechos Humanos
El Protocolo nº 5 a la Convención Europea de Derechos Humanos es un protocolo adicional a la citada Convención o Convenio, elaborado en el ámbito del Consejo de Europa y abierto a todos los Estados miembros del Consejo que hayan ratificado la Convención. Fue aprobado el 20 de enero de 1966 y entró en vigor el 20 de diciembre de 1971, tras ser ratificado por todos los Estados signatarios de la Convención.
El Protocolo n.º 5 modificó los artículos 22 y 40 de la Convención para que cada tres años fueran renovados tanto la mitad de los miembros de la entonces existente Comisión Europea de los Derechos Humanos como la tercera parte de los jueces del Tribunal Europeo de Derechos Humanos.
El Protocolo n.º 5 es uno de los denominados protocolos de enmienda, pues tiene por fin modificar el texto del Convenio en lo relativo a los procedimientos de control de cumplimiento del mismo. Por tal motivo, tuvo que ser ratificado por todos los Estados signatarios de aquel para que pudiera entrar en vigor. Posteriormente, ha ido siendo ratificado por los sucesivos nuevos signatarios del Convenio.
Las disposiciones añadidas por el Protocolo n.º 5 fueron sustituidas por el Protocolo n.º 11, que efectuó una reforma en profundidad del Convenio para, entre otras cosas, suprimir la Comisión.